# Bérangère Allaux
Bérangère Allaux (* 1981) je francouzská herečka. Vyrůstala v Baskicku, New Yorku a Štrasburku. Studovala ve Štrasburku a Londýně. Jejím prvním celovečerním snímkem byl For Ever Mozart režiséra Jean-Luc Godarda. Později hrála v dalších filmech, například v několika režírovaných C. S. Leighem. Má dvě dcery s hercem Jalilem Lespertem.

## Filmografie
- Chinoiseries (1994)
- For Ever Mozart (1996)
- Soleil (1997)
- Inside/Out (1997)
- Sentimental Education (1998)
- Qui sait? (1999)
- Le bel hiver (2000)
- Far from China (2001)
- Rue des plaisirs (2002)
- Nude, Descending… (2002)
- Na ústa ne (2003)
- Loulou (hlas; 2003)
- Boloko (2004)
- Komisař (2005)
- 24 mesures (2007)
- Titouan (2007)